# Pope (Novi Pazar)
Pope (Servisch cyrillisch Попе) is een plaats in de Servische gemeente Novi Pazar. De plaats telt 83 inwoners (2002).